# Ross Pass
Ross Pass är ett bergspass i Sydgeorgien och Sydsandwichöarna (Storbritannien). Det ligger i den nordvästra delen av Sydgeorgien och Sydsandwichöarna. Ross Pass ligger 771 meter över havet.
Terrängen runt Ross Pass är kuperad åt sydväst, men åt nordost är den bergig.  Trakten runt Ross Pass är nära nog obefolkad, med mindre än två invånare per kvadratkilometer. Det finns inga samhällen i närheten. Trakten runt Ross Pass består i huvudsak av gräsmarker.